# جون جاي ماك
جون جاي ماك (بالإنجليزية: John J. Mack)‏ هو مصرفي أمريكي، ولد في 17 نوفمبر 1944 في كارولاينا الشمالية في الولايات المتحدة.

## وصلات خارجية
- جون جاي ماك على موقع مونزينجر (الألمانية)
- جون جاي ماك على موقع إن إن دي بي (الإنجليزية)